# NGC 6310
NGC 6310 је спирална галаксија у сазвежђу Змај која се налази на NGC листи објеката дубоког неба.
Деклинација објекта је + 60° 59' 25" а ректасцензија 17h 7m 57,3s. Привидна величина (магнитуда) објекта NGC 6310 износи 13,1 а фотографска магнитуда 13,9. NGC 6310 је још познат и под ознакама UGC 10730, MCG 10-24-100, CGCG 299-55, IRAS 17073+6103, PGC 59662.